# Bernard Dadié
Pour les articles homonymes, voir Dadié.
 (mai 2024).
Si vous disposez d'ouvrages ou d'articles de référence ou si vous connaissez des sites web de qualité traitant du thème abordé ici, merci de compléter l'article en donnant les références utiles à sa vérifiabilité et en les liant à la section « Notes et références ».
Bernard Binlin Dadié (nom complet : Bernard Abou Koffi Binlin Dadié), né à Assinie dans le sud de la Côte d'Ivoire le 10 janvier 1916, et mort le 9 mars 2019 dans une clinique à Abidjan, est un écrivain, un académicien et un homme politique ivoirien. 
Fils de Gabriel Dadié, compagnon de lutte du premier président ivoirien Félix Houphouët-Boigny, Bernard Binlin Dadié est considéré comme le père de la littérature ivoirienne et comme sa figure de proue. Il est l'auteur d'une œuvre véritablement prolifique, qui aborde tous les genres littéraires : poésie, roman, théâtre, chroniques, contes traditionnels, le plus significatif étant le théâtre. Après des études à l'école normale William-Ponty de Gorée, il travaille pendant dix ans à l'Institut fondamental d'Afrique noire (IFAN) de Dakar. En 1947, il retourne dans son pays et milite au sein du RDA (Rassemblement démocratique africain). Les troubles de février 1949 le conduisent en prison pour seize mois. Pendant son incarcération, il tient un journal qui ne sera publié qu'en 1981, Carnets de prison. À l'indépendance de la Côte d'Ivoire, il exerce tour à tour les fonctions de chef de cabinet du Ministre de l'Éducation nationale, de directeur des Affaires culturelles, d'inspecteur général des Arts et Lettres, et, en 1977, il devient Ministre de la Culture et de l'Information.
En 1965 il obtient le Grand prix littéraire d'Afrique noire pour Patron de New York, et en 2016 le prix UNESCO/UNAM pour son action en faveur de la culture africaine. Le Grand Prix des mécènes de l'édition 2016 des Grands Prix des associations littéraires lui est également décerné, le 9 mars 2017 à Yaoundé, au Cameroun, pour l'ensemble de son œuvre.

## Biographie

### Enfance
Bernard Binlin Dadié naît le 10 janvier 1916 au sein du royaume d'Assinie dans la colonie française de Côte d'Ivoire. Koffi est son prénom traditionnel, Adou son "nom de tam-tam", tandis que sa branche de rattachement N'zima est le clan Ehotilé. Elevé durant un bref moment dans une famille catholique et traditionnelle, il adopte à son baptême en 1926, le prénom de l'instituteur Bernard Satigui Sangaré dont il est le pensionnaire à Dabou, abandonnant celui de Koffi.
Bernard Binlin Dadié est le fils de Gabriel Dadié, un auxiliaire de l'administration coloniale, né en 1891 et enrôlé dès l'âge de 12 ans en qualité d'apprenti télégraphiste au Service des Postes et des équipes du Capitaine Schiffer, chargé d'installer la ligne du télégraphe de Bingerville à Korhogo.
À la déclaration de la Première Guerre mondiale, Gabriel, mobilisé sur place à Bingerville, devient par la suite, en raison des services rendus, chef du poste administratif et agent spécial, cumulativement avec des fonctions de « receveur des Postes et des Télégraphes ». Sa conduite lui vaut des témoignages de satisfaction du Gouverneur Gabriel Angoulvant et en définitive, la naturalisation française. En mars 1921, il est incorporé pour effectuer en France son service militaire. Il termine son engagement avec le grade de sergent. La mère de Bernard Dadié, Enuayé Ouessan, originaire d'Assinie, ne l'élève que jusqu'à l'âge de cinq ans, au quartier Mafia-Assinie.
Bernard Binlin Dadié a été élevé dans un environnement dominé par la Grande Guerre en Europe, et traversé par les résistances des populations de l'Afrique de l'ouest francophone (AOF) à la colonisation, et à ses moyens d'actions que sont notamment, l'impôt de capitation, le travail forcé ou la levée de troupes de tirailleurs sénégalais. Appréhendant les multiples dangers auxquels son fils serait exposé en son absence, Gabriel Dadié le confie à son frère aîné, Mélantchi pour que celui-ci l'élève dans un campement de Bingerville où il exploite une plantation. À sa démobilisation suivie de son retour au pays, Gabriel Dadié reprend en main l'éducation de son fils de six ans qu'il emmène avec lui à Assinie en 1922. À sept ans, au début de l'année scolaire 1922-1923, Bernard Dadié, sous la responsabilité de son oncle Mélantchi qui prend soin de lui dans sa plantation à Bingerville, est inscrit une première fois au cours préparatoire, à l'école du quartier France de Grand-Bassam.
Ce premier contact avec l'école primaire est rude et l'amène à fuir les châtiments corporels en vigueur dans les classes. Abandonnant les études pour ces raisons, il rejoint son père et son oncle exploitants forestiers à Rubino. Toutefois, avec l'instituteur Satigui Sangaré, il reprend plus facilement la route de l'école au pensionnat de Dabou en octobre 1924. Mais finalement, il échoue au concours pour l'obtention des bourses d'études. Remis dans le circuit scolaire, à l'école régionale de Grand-Bassam par son père et son oncle en 1927, il réalise cette fois un parcours sans faute couronné le 17 juin 1930 par le Certificat d'Étude Primaire, Iui ouvrant ainsi la porte de l'École Primaire Supérieure de Bingerville. Cependant, Dadié est témoin en 1924, de la démission de son père de l'Administration coloniale quand lui sont refusés les mêmes droits et avantages accordés à ses collègues postiers, citoyens français blancs. De 1924 à 1925, l'enfant accompagne son père sur les chantiers de la Ségué, devenu exploitant forestier et propriétaire d'une petite entreprise de transport. Divers incidents et faits, amènent progressivement le jeune homme à comprendre que son père considère comme des principes cardinaux, tant la lutte contre les injustices, que celle pour la reconnaissance de la dignité de l'homme noir et l'égalité de ses droits avec les Blancs.

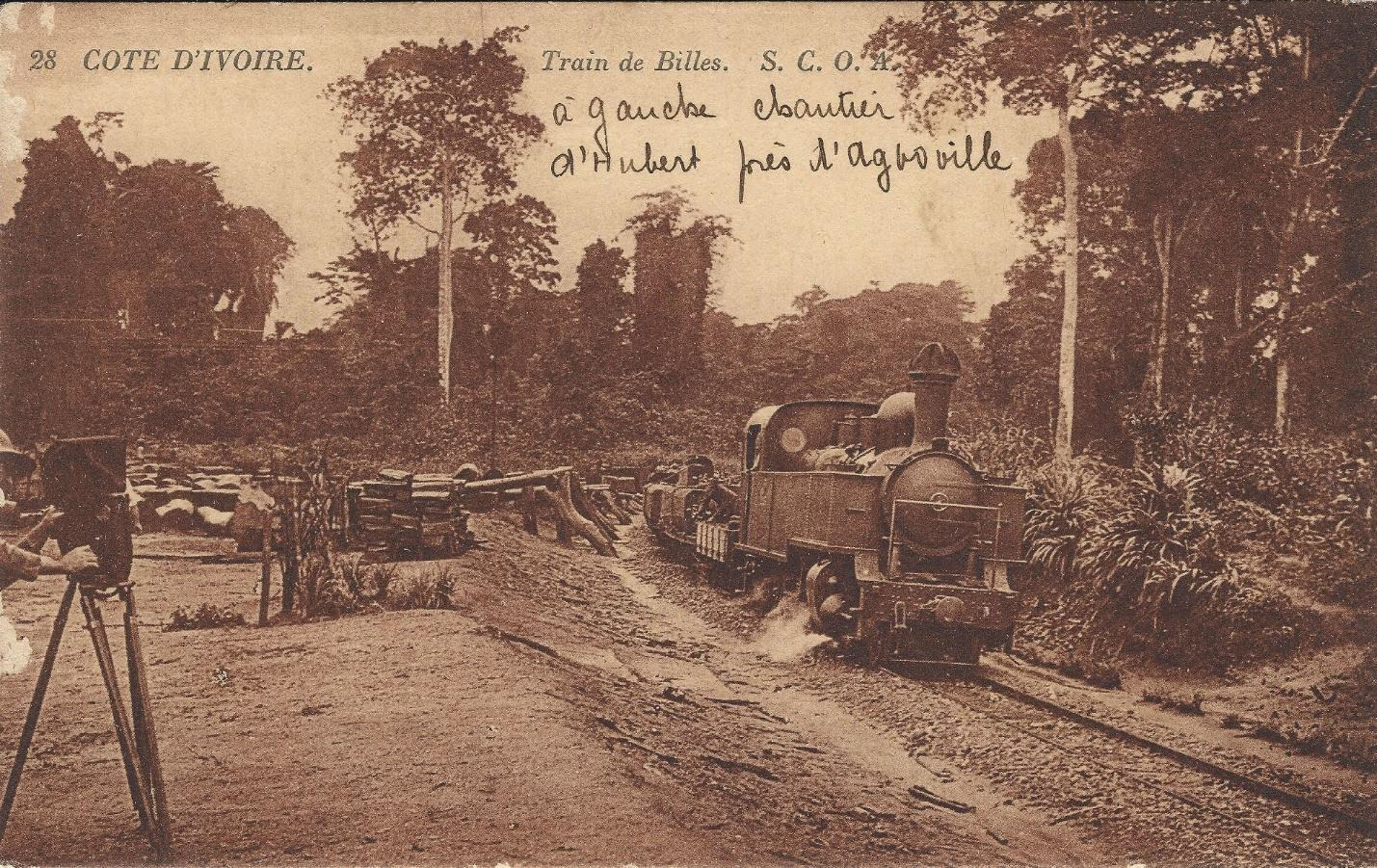
Chantier forestier près d'Agboville en 1910.

Dans le sillage du « boom forestier » de 1924 et la percée de l'agriculture de rente, il devient de plus en plus difficile pour les paysans ivoiriens de faire face aux excès de l'économie de marché ou de traite. Le travail forcé se généralise, les terres déclarées vacantes et sans maître sont accaparées, les cultures vivrières sont peu à peu abandonnées et les paysans sont obligés de vendre leurs récoltes aux commerçants européens qui fixent les prix aux taux les plus bas.

### Adolescence

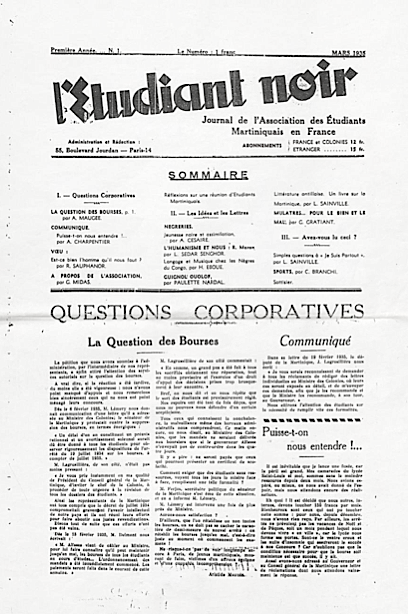
Journal L'Étudiant noir.

Fasciné par la pédagogie nouvelle et active de son maître Charles Béart, un normalien du cadre de Paris et ancien pilote de guerre qui dirigeait l'EPS de Bingerville, Bernard Dadié découvre la voie du rêve et du salut que lui offre l'écriture. Il écrit en 1934 pour la fête de la jeunesse, Les Villes, un sketch inédit. Il lit également désormais, les journaux politiques que reçoit son père. Ceux-ci soulignent la misère ambiante exacerbée par la grave crise économique de 1930, dénoncent l'exploitation colonialiste, pointent la question des droits des Africains sur leur propre sol. En 1933, Bernard Dadié est admis à l'École normale William Ponty de Gorée qu'il rejoint l'année scolaire suivante (Section administrative, promotion 1933-1936). Il est déjà un jeune homme à la volonté trempée, à qui l'on a confié le rangement de la bibliothèque de l'école et qui lit beaucoup, se forme et se forge une étoffe de combattant de la dignité humaine. Il côtoie également Modibo Kéita, Hamani Diori, Hubert Maga et Emile Derlin Zinsou. Pendant que les mouvements de L'Étudiant noir et de la négritude naissent à Paris en 1935, Bernard Dadié, devenu ami avec Ouezzin Coulibaly alors surveillant général de l'École William Ponty, échange avec celui-ci des journaux et des revues distribués clandestinement. Saisissant l'opportunité des devoirs de vacances, il s'essaie à l'écriture théâtrale en ayant en arrière-plan sa culture marquée par l'Abissa et son carnaval, la superposition du réel et du merveilleux, les facéties, l'ironie, et la caricature des pouvoirs,.
À la fête de la sortie de la promotion 1934-1935, Bernard Dadié, désagréablement surpris de la maigre production artistique des élèves originaires de la Côte d'Ivoire - qui, pour toute prestation, n'avaient présenté qu'un chœur - se résout alors, en réaction, à produire sa première œuvre théâtrale : Assémien Déhylé, roi du Sanwi. Cette production connaît un franc succès. Elle est jouée à Dakar le 13 février 1936, à la Chambre de Commerce de Dakar en présence du Gouverneur général François De Coppet, qu'entouraient tous les Directeurs des services fédéraux y compris Albert Charton, l'Inspecteur général de l'enseignement en A. O. F., puis à Saint-Louis du Sénégal ; puis à nouveau le 12 août de la même année, à l'exposition internationale de Paris. La pièce théâtrale et son auteur sont rendus célèbres par le film documentaire de Georges Manue, « Karamoko, maître d'école », qui en inclut quelques extraits, et est projetée dans les colonies françaises.

### Activisme anticolonial

#### Engagement politique au Sénégal
Pendant plus d'une décennie, de 1937 à 1947, Dadié entre dans la vie active à la Direction de l'enseignement puis à la Bibliothèque-Archives du Palais Verdier où il est affecté en qualité de commis de l'Administration. Au cours de cette période, il se frotte à l'élite de l'A.O.F et il respire un air de liberté dont son pays est à l'époque privé. Il est également témoin des fusillades de Fann, pendant lesquelles la police militaire de l'A.O.F procède à des exécutions arbitraires, ou encore du massacre de Thiaroye le 1er Décembre 1944. Ces événements le poussent à un engagement direct.
Il participe largement à la mise en place du Centre d'études franco-africain (CEPA) par lequel sont promus en Afrique de l'Ouest, les idéaux de justice et d'émancipation du peuple. C'est, au demeurant, dans plusieurs répliques de ce centre que le Rassemblement démocratique africain recrute principalement ses premiers militants.
À partir de 1947, Dadié collabore en qualité de rédacteur à la Communauté, un hebdomadaire qui s'oppose à la Déclaration de Brazzaville et appelle à l'indépendance des pays d'Afrique. Il utilise alors plusieurs pseudonymes tels que Bakar Diop, Mourou Ben Daouda, Guèye Diop, El Hadj N'diaye, M.B. Gueye, Jean Dody, ou encore Le Veilleur.

#### Engagement politique en Côte d'Ivoire
Dans cette position, il anime à Agboville et à Abidjan, deux réseaux clandestins d'information sur un modèle appris à Dakar durant la guerre. Ceci lui permet de déjouer les pièges de la répression émanant de l'Administration coloniale contre le mouvement. Pendant ce temps, la ligne de conduite choisie par la majorité des lettrés africains et ivoiriens est l'émancipation effective de l'homme africain, mais pas l'indépendance, quand Dadié, dès le début, opte pour l'émancipation totale dans et par l'indépendance.
Bernard Dadié est à cette époque le Responsable de Presse du Parti Démocratique de Côte d'Ivoire (PDCI). Il écrit également des articles dans Le Réveil, le périodique du Rassemblement Démocratique Africain (RDA). 

### Responsabilités et actions publiques

#### Avec le PDCI-RDA et la transition militaire
Après l'indépendance de la Côte d'Ivoire en 1960, Bernard Dadié rejoint l'administration de Félix Houphouët-Boigny et occupe les fonctions de chef de cabinet du ministre de l'Éducation nationale. Par la suite, il est nommé Directeur des Affaires culturelles, puis Inspecteur général des Arts et Lettres et plus tard, Ministre de la Culture et de l'Information entre 1977 et 1986.

#### Sous la3eRépublique
L'écrivain centenaire critique à plusieurs reprises le gouvernement d'Alassane Ouattara.
Au mois de juin 2016, c'est par le biais d'une pétition que Bernard Dadié tente de faire libérer Laurent Gbagbo,, l'ancien président ivoirien détenu à La Haye à la suite de la crise politique ivoirienne de 2010. Cette pétition dont les résultats sont rendus publics en décembre 2016 par Trazié Francis, l'huissier en charge, rassemble plus de 26 millions de signatures. En octobre 2016, Dadié s'oppose à la nouvelle constitution ivoirienne et appelle les ivoiriens à « prendre [leur] destin entre [leurs] mains ».

### Famille
Bernard Dadié est marié à Rose Assamala Koutoua et est père de neuf enfants.
l'une de ses filles Christine Binlin-Dadié suit le même parcours littéraire que son père, se lançant notamment dans l'écriture de son premier ouvrage « En l’Afrique combattante j’y crois ! ».

## Œuvre littéraire
Auteur prolifique, Dadié a écrit des nouvelles, des romans, de la poésie, du théâtre et des essais. Sa poésie est militante, comme en témoignent ces vers :
« Je vous remercie mon Dieu de m'avoir créé Noir

Le blanc est une couleur de circonstance

Le noir, la couleur de tous les jours

Et je porte le Monde depuis l'aube des temps

Et mon rire sur le Monde, dans la nuit, crée le Jour »

### Chronique
- 1933 : Les Villes.
- 1964 : Patron de New York Grand prix littéraire d'Afrique noire
- 1959 : Un nègre à Paris
- 1969 : La Ville où nul ne meurt. Présence Africaine

### Théâtre
- 1934 : Les Villes.
- 1936 : Assémien Déhylé, roi du Sanwi
- 1956 : Les Enfants (inédit)
- 1965 : Min Adjao (C'est mon héritage!), Situation difficile, Serment d'amour, (in le Théâtre populaire en République de Côte d'Ivoire (Œuvres choisies)). CCFCI
- 1968 : Papa Sidi maître escroc, Situation difficile, Serment d'amour, Éditions Clé
- 1970 : Les Voix dans le vent, Éditions Clé
- 1970 : Monsieur Thôgô Gnini-'. Présence Africaine
- 1979 : Moi ceul

### Nouvelles
- 1954 : Légendes africaines.
- 1980 : Commandant Taureault et ses nègres.
- 1980 : Les Jambes du fils de Dieu, Publier par les éditions CEDA, en collaboration avec HATIER dans la collection Monde Noir poche, page 159.

### Contes
- [s.d.] : Les belles histoires de Kacou Ananzè l'araignée. (Ecrit avec Térisse André, Livre de Lecture courante, Cours Elémentaires des Ecoles Africaines) Nathan.
- 1955 : Le Pagne noir.

### Poésie
- 1950 : Afrique debout.
- 1956 : La Ronde des jours.
- 1967 : Hommes de tous les continents, Présence africaine.

### Biographies
- 1953 : Climbié l'école
- 1974 : Carnets de prison (1949-1950)

### Écrits parus dans les périodiques
- 1937 : « Mon pays et son théâtre ». - Éducation Africaine (Dakar), numéro spécial sur le théâtre indigène. - pp. 61-63.
- 1942 : « Araignée mauvais père ou l'histoire d'Ekedeba l'égoiste ». - Dakar-Jeunes, no 50, 17 décembre 1942.- p. 3.
- 1944 : « A propos de géographie (Côte d'Ivoire) ». - Notes Africaines, no 21, janvier 1944. - pp. 9-10.
- 1945 : « Tam-tam aux arènes », « Réveil », « Chérie », "Tempête à Gorée (souvenirs)", "La bataille des oiseaux et des animaux". Poèmes et contes. - Genèse (Bulletin de l'Association William-Ponty), no 1.
- 1947 : « Lettre ouverte à Monsieur le Président de l'Union Française», Le Réveil (Dakar), 9 juin 1947.
- 1947 : « Nous vaincrons », « Veillons », Le Réveil (Dakar), 3 septembre 1947
- 1947 : « Puissance ». - Présence Africaine, no 1, octobre-novembre. - pp. 60-61.
- 1947 : « L'Aveu ». - Présence Africaine, no 1, octobre-novembre. - pp. 60-61.
- 1948 : « Oublier », Le Réveil (Dakar), 20 janvier 1948
- 1948 : « Mémoire d'une rue ». Nouvelle. - Présence Africaine, no 4, 2e trimestre. - pp. 599-602.
- 1948 : « L'Ablation ». - Présence Africaine, no 4, 2e trimestre. - pp. 603-606.
- « A un jeune Abbey », Le Réveil (Dakar), 27 septembre 1948.
- 1948 : « La haine des choses ». - Présence Africaine, no 5, 4e trimestre. - p. 810
- 1948 : « Vive qui? ». - Présence Africaine, no 5, 4e trimestre. - p. 813.
- 1949 : « Chanter l'Afrique ». - Présence Africaine, no 6, 1er trimestre. - p. 126
- 1949 : « Demain que nous la ferons belle, notre Afrique » « Échec à la réaction », Le Réveil (Dakar), 10 janvier 1949
- 1949 : « Nous maintiendrons », Le Réveil (Dakar), 17 janvier 1949
- 1949 : « Oui je le sais », « La vie n'est pas un rêve ». Poèmes. - Europe, no 41.
- 1949 : « La légende baoulé ». - Bulletin de l'enseignement en AOF (Dakar), no 2. - pp. 85-86
- 1949 : « Le corbillard de la liberté ». Poème. - AEF Nouvelle, no 9; Étudiants anticolonialistes, no 3.
- 1949 : « En avant camarades », Le Réveil (Dakar), 11 juillet 1949. Sous le pseudonyme Appia N'chot Mart.
- 1949 : « Nos détenus politiques », Le Réveil (Dakar), 18 juillet 1949. Sous le pseudonyme Appia N'chot Mart.
- 1951 : « Afrique debout ». Deux poèmes. - Démocratie Nouvelle, no 5.
- 1953 : « La route ». Nouvelle. - In « Les étudiants noirs parlent ». - Présence Africaine, no 14
- 1956 : « Le Miroir de la disette ». Conte. - Avant-garde.
- 1956 : « Suite du débat autour des conditions d'une poésie nationale chez les peuples noirs : le fond importe plus ». Présence Africaine, no VI. - p. 116-118.
- 1956 : « La Reine Pokou ». Légende. - Bingo (Dakar), no 42.
- 1957 : « Misère de l'enseignement en AOF ». - Présence Africaine, no XI, décembre 1956-janvier 1957. - pp. 57-70.
- 1957 : « AOF 1957 par René Boissin ». - "Le mur gris de toutes les couleurs et Moudaïna de A. Clair". - Présence Africaine, no XII. - pp. 164-165.
- 1957 : « Le rôle de la légende dans la culture populaire des Noirs d'Afrique ». - Présence Africaine, no XIV-XV. - pp.165-174.
- 1958 : « Reconnaissance et ingratitude. La vie ». - Présence Africaine, no XX. - pp. 52-53.
- 1958 : « La légende : A pays de Kaydara ». - Présence Africaine, no XX. - pp. 53-56.
- 1958 : « La Rasaïa ». Poème. - Africa (Instituto italiano per l'Africa), no 6
- 1959 : « Légendes Africaines ». - Svétova literatura, no 3.
- 1959 : « Mon cœur », « Confession ». Poèmes. Chelsea Review, no 4.
- 1960 : « Poète, prends ton luth". Poème. - Bingo (Dakar), no 89. - p. 42.
- 1961 : « Feuille au vent ». Poème. - La tour de feu : "Nous les Noirs", no 72. - p. 35.
- 1963 : « Christmas et le roi d'un jour ». Poème. - Présence Africaine, no XLVII, 4e trimestre. - p. 73.

## Accueil de la critique

### Une littérature d'émancipation
Bernard Dadié lie, dès son entrée en littérature, la lutte émancipatrice des Noirs à son projet littéraire. À 18 ans, sa première œuvre, une pièce de théâtre intitulée Les villes, critique déjà les nombreux changements de capitales en Côte d'Ivoire. La colonie était alors à sa 4e capitale depuis 1893.
Sa poésie militante, sa dénonciation du colonialisme, l'inversion du regard porté sur le monde, sa création théâtrale sont marquées du sceau de sa fierté d'Africain et de la conscience de sa situation d'intellectuel noir.
En 1946, Afrique debout se présente comme un appel à la lutte à une époque où “il n'y a personne” en Afrique, Seconde Guerre mondiale oblige. Le recueil comportait beaucoup de rhétorique militante, des accents révolutionnaires convenus, et trop de retombées didactiques selon Dorothy Blair. L'américaine Charlotte H. Bruner, y voit surtout la dénonciation des colonisateurs “qui ont courbé le dos de son peuple”.
Climbié (1956), 1er roman de Dadié, qualifié d'autobiographique - ce que refuse l'auteur expose l'acculturation par le biais de la langue française imposée par la colonisation.

### Un témoin continu de son temps
L'abondance et la diversité de l'œuvre de Bernard Dadie l'histoire de la Côte d'Ivoire, son pays. Face à la colonisation, face aux crises traversées par son pays, l'écrivain a toujours sorti sa plume.
Journaliste, Bernard Dadié contribue, sous différents pseudonymes, à la presse indépendantiste des colonies françaises : la Communauté (Abidjan, 46 - 47), Réveil (Dakar, 47 - 50), Démocrate d'Abidjan (Abidjan, mars 50 - fin avril 51).
En 1981, alors qu'il est ministre des Affaires culturelles, Dadié revient, avec Carnets de prison, sur l'un des épisodes de l'histoire coloniale de la Côte d'Ivoire : l'emprisonnement à Grand-Bassam, de 1949 à 1952, de militants du Rassemblement démocratique africain (RDA) en lutte pour les indépendances. Lorsque la presse se libéralise en 1990, Bernard Dadié publie des tribunes dans les quotidiens, pour commenter les querelles de succession qui se trament autour du Président Houphouet-Boigny.
Avec Léopold Sédar Senghor et Aimé Césaire, l'écrivain Bernard Dadié reste l'une des figures les plus illustres de la littérature africaine francophone. Il a contribué très activement à chacun des moments forts de l'histoire littéraire de l'Afrique sub-saharienne en explorant divers genres ; et cela, en réalisant, tout au long de sa vie, un certain équilibre entre sa soif d'écrire et les incontournables réalités politiques auxquelles il a été confronté.
D'une manière plus générale, son parcours montre comment les écrivains africains ont dû négocier, chacun pour sa part, leur entrée en littérature dans un contexte politique assez particulier.

## Hommages
- En 2010, le Palais de la Culture d'Abidjan est rebaptisé Palais de la Culture Bernard Binlin-Dadié[36].
- Une rue porte son nom à Abidjan[37].
- Un colloque international de l'ASCAD organisé sur le thème "Bernard Dadié, aujourd'hui et demain", les 22 et 23 septembre 2016[38].
- Un colloque international sur les 100 ans de vie littéraire de Bernard Binlin Dadié est organisé du 22 au 25 septembre 2015 à l'université de Bouaké[39].
- Bernard Dadié est mis à l'honneur lors du Salon du livre de Genève, du 27 avril au 1er mai 2016[40].
- Mémoire de l'activiste : L'Afrique contemporaine et les hommes de lettres en particulier portent un regard globalement positif sur Bernard Dadié l'activiste. Beaucoup pensent, comme l'écrivain et magistrat ivoirien Fodjo Kadjo Abo, que l'homme "s'était battu pour le triomphe de ses idéaux. Le rôle, très actif, qu'il a joué dans la lutte pour l'émancipation des peuples africains et l'indépendance de la Côte d'Ivoire lui a valu des ennuis judiciaires en 1949. Il n'a pas pour autant renoncé à ses convictions, qu'il a défendues jusqu'à la fin de sa vie."[41]

## Distinctions

### Distinctions littéraires
- Grand prix littéraire d'Afrique noire (1965)
- Prix UNESCO/UNAM (12 février 2016)[6]
- Grand Prix des mécènes du GPAL 2016 (décerné le 9 mars 2017)[42].

### Autres distinctions
- Commandeur de l'ordre du Mérite de l'Éducation nationale,
- Commandeur de l'ordre du Mérite Français d'Outre-mer,
- Grand Officier de l'ordre de Léopold (Belgique),
- Grand Officier de l'ordre national (Côte d'Ivoire),
- Grand Officier de l'ordre du Mérite de la République fédérale d'Allemagne,
- Grand Officier de l'ordre national du Mérite (France),
- Croix d'Honneur pour la Science et l'Art-première classe (Autriche),
- Médaille d'Argent de l'UNESCO,
- Commandeur de la Pléiade de l'Ordre de la Francophonie et du dialogue des cultures,
- Commandeur dans l'ordre national de la Légion d'honneur (France),
- Médaille d'Or (St François) de la haute Académie Internationale de Lutèce.

#### Monographies
- R. Mercier; M. et S. Battestini, « Bernard Dadié, écrivain ivoirien» (Textes commentés), Nathan, coll. « Littérature africaine », n°7, 1964, 64 p.
- Claude Quillateau, Bernard Binlin Dadié, Présence Africaine, coll. « Approches », 1967, 173 p.
- Nicole Vincileoni, Comprendre l'œuvre de Bernard B. Dadié, Les Classiques africains, Issy-les-Moulineaux, 1987, 319 p.
- Frédéric Le Maire, Bernard Dadié : itinéraire d'un écrivain africain dans la première moitié du XXe siècle, L'Harmattan, Paris, 2008, 207 p. (ISBN 978-2-7453-2126-8)

#### Chapitres d'ouvrages
- Édouard Eliet, « Climbié», in Panorama de la littérature négro-africaine, Présence Africaine, 1965, p. 136-145.
- Jacques Nantet, « Bernard Binlin Dadié», in Panorama de la littérature noire d'expression française, Fayard, 1972, p. 69-81.
- Luc de Leusse, « Climbié ou l'Étudiant déçu», in Afrique Occident : heurs et malheurs d'une rencontre, Paris, 1972, p. 137-211.
- Robert Pageard, « Un nègre à Paris » et « Climbié », in Littérature négro-Africaine, Paris, Le Livre africain, 1972, p. 75.
- Robert Pageard, « Patron de New York », in Littérature Négro-africaine, Le Livre africain, 1972, p. 111.
- Lilyan Kesteloot, « Bernard Dadié », in Anthologie négro-africaine. Histoire et textes de 1918 à nos jours, EDICEF, Vanves, 2001 (nouvelle éd.), p. 205-211.
- Molly Grogan Lynch, « Dadié Bernard Binlin », dans Christiane Chaulet Achour, avec la collaboration de Corinne Blanchaud (dir.), Dictionnaire des écrivains francophones classiques : Afrique subsaharienne, Caraïbe, Maghreb, Machrek, Océan Indien, H. Champion, Paris, 2010, p. 119-123.

#### Articles
- « Afrique debout », Lettres Françaises, n° 345, 11 janvier 1951.
- « Légendes Africaines », Nouvelles littératures, 8 avril 1954.
- André Dalmas, « Légendes africaines », Tribunes des nations, 16 avril 1954.
- « La Ronde des jours », Paris-Dakar, 3 mars 1956.
- « La Ronde des jours », Bulletin des Lettres (Lyon), 15 mars 1956.
- Albert Alegue, « Confession d'un enfant du siècle », L'Afrique républicaine, mai 1956.
- Raymond Lavigne, « Climbié », Europe, juin 1956.
- Gilbert Mury, « Climbié », L'Humanité, juin 1956.
- Suzanne Frederico, « Climbié », Le Drapeau rouge (Bruxelles), 8 juillet 1956.
- G. Roger, « Climbié », L'École et la vie, août 1956.
- Pierre Berthier, « Le Pagne noir », La Cité (Bruxelles), 26 octobre 1956.
- Robert Pageard, « Bernard Dadié », Cahier du Sud, n° 341, 1956.
- Charles Dobzynski, « Climbié », Les Lettres Françaises, n° 616.
- David Diop, « Climbié de Bernard Dadié », Présence africaine, n°XIII, avril-mai 1957, p 177.
- « La Côte des Grands Africains », Bingo (Dakar), n° 62, mars 1958, p. 32.
- Abidjan-Matin, « Un nègre à Paris, par Bernard Dadié », Présence Africaine, n° XXXVI, p. 161-162.
- Guy de Belley, « Portraits de Côte d'Ivoire : B. Dadié », Bingo (Dakar), n° 86, mars 1960, p. 22.
- Georges Le Brun Keris, « Un nègre à Paris », France Forum, mars 1962.
- Yambo, « Patron de New York (chronique), par Bernard Dadié », Présence Africaine, n° 53, 1er trimestre 1965, p. 225-258.
- A.B.E., « Bernard Dadié, le poète, le conteur », Fraternité Matin, n° 219, 31 août 1965, p. 4
- A.BH.F., « Patron de New York de Bernard Dadié », Fraternité Matin, n° 258, 15 octobre 1965, p. 9.
- Goussou Kamissoko, « Un chef-d'œuvre : Patron de New York de Bernard Dadié », Fraternité Matin, n° 483, 14 juillet 1966, p. 4.
- Robert Cornevin, « La Littérature ivoirienne et Bernard Dadié », France-Eurafrique, n° 180, janvier 1967, p. 35-43.
- Robert Cornevin, « Bernard Dadié, seigneur des lettres ivoiriennes », Culture française, n° 19, III, pp. 3-7.
- L. D. Fologo, « L'Institut national des arts a lancé une bombe avec Thôgo-gnini », Fraternité Matin, n° 851, 2 octobre 1967, p. 1 et 10.
- « Courageuse satire sociale, à quoi tient le succès de Monsieur Thôgo-gnini ? », Fraternité Matin, n° 864, 17 octobre 1967, p. 7.
- L.T., « Après le stage de l'Institut national des arts, le théâtre ivoirien démarre : Monsieur Thôgo-gnini nous a séduits», Fraternité Matin, n° 878, 2 novembre 1967.
- M. Touré, « Monsieur Thôgo-gnini vivement applaudi par le public bouakéen», Fraternité Matin, n°878, 2 novembre 1967.
- Gaoussou Kamissoko, « Hommes de tous les continents de Bernard Dadié», Fraternité Matin, n°1050, 28 mai 1968, p. 7.
- Bertin N'Guessan Gbohourou, « À propos de Monsieur Thôgo-gnini», Fraternité Matin, n° 1254, 28 janvier 1969, p. 7.
- « Avec l'Institut national des arts, dans plusieurs États africains », Fraternité Matin, n,°1312, 8 avril 1969, p. 7.
- El Hadj Adamou Amzat, « Qui est Monsieur Thôgo-gnini? », L'Aube Nouvelle (Porto Novo), 25 mai 1969, p. 4.
- Claude Donat, « Bernard B. Dadié », Afrique littéraire et artistique, n° 5, juin 1969, p. 16-21.
- Gaoussou Kamissoko, « Après la tournée triomphale des comédiens de l'INA, M. Botboll : la troupe a désormais son passeport pour l'Afrique », Fraternité Matin, n° 1369, 17 juin 1969, p. 7.
- Philippe Decraene, « Monsieur Thôgo-gnini de Bernard Dadié », Le Monde, n° 7632, 29 juillet 1969, p. 14.
- « Au TNA, un chef -d'oeuvre : Monsieur Thôgo-gnini », Al NSR (Alger), 28 juillet 1969.
- B. Oumer, « Monsieur Thôgo-gnini : un théâtre politique, une prise de conscience », El Moudjahid (Alger), 29 juillet 1969.
- Gaoussou Kamissoko, « Alger : triomphe de Monsieur Thôgo-gnini », Fraternité Matin, n° 1407, 31 juillet 1969, p. 1.
- Bernard Dadié, « M. Bernard Dadié : c'est le procès des États qui l'a emporté », Fraternité Matin, n°1410, 4 août 1969, p. 1.
- Bertin N'Guessan Gbohourou, « À propos du festival d'Alger », Fraternité Matin, n° 1416, 12 août 1969, p. 7.
- Bakari Traoré, « Le Théâtre africain au Festival culturel panafricain d'Alger », Présence Africaine, n° 72 1969, p. 179-189.
- L. Kizila, « Bernard Dadié, chantre de l'Afrique », Le Renouveau (Kisangani), 23 janvier 1971
- « En première mondiale sur les antennes de France Culture : Béatrice du Congo de Bernard Dadié », Fraternité Matin, n° 1874, 16 février 1971, p. 9.
- Richard Bonneau, « Béatrice du Congo de Bernard Dadié », Eburnéa, n° 47, mai 1971, p. 22-24.
- Richard Bonneau, « Les Voix dans le vent », Eburnéa, n° 48, juin 1971, p. 32-33.
- Colette Godard, « Au cloître des Carmes : Jean-Marie Serreau », Le Monde, 8 juillet 1971, p. 13.
- Colette Godard, « Béatrice du Congo de Bernard Dadié à Avignon », Le Monde, 20 juillet 1971, p. 12.
- Robert Kanters, « Les Bons Sauvages d'Avignon », L'Express, n° 1046, 26 juillet - 1er août 1971, p. 54-55.
- Françoise Kourilsky, « La Foire aux spectacles », Le Nouvel observateur, n° 350, 26 juillet - 1er août 1971, p. 38.
- Hélène Cingria, « Béatrice du Congo : du bon théâtre mal rodé », Les Lettres françaises, n° 1396, 28 juillet - 3 août 1971, p. 10.
- Jacques Lemarchand, « Autour du palais des Papes », Le Figaro, n° 8358, 30 juillet 1971, p. 11.
- Gilles Sandier, « Avignon : des débuts peu convaincants », La Quinzaine littéraire, n° 123, 1-31 août 1971, p. 33-34.
- « Béatrice du Congo au festival d'Avignon », Eburnéa, n° 51, septembre 1971, p. 35.
- François Prelle, « Bernard Dadié à batons rompus », Bingo (Dakar), n° 225, octobre 1971, p. 40-73.
- « Béatrice du Congo de Bernard Dadié », L'Entente africaine, n°8, décembre 1971, p. 42-49.
- Richard Bonneau, « Monsieur Thôgo-gnini de Bernard Dadié», Eburnéa, n° 60, juin 1972, p. 36-37.
- Richard Bonneau, « Bernard Binlin Dadié, écrivain ivoirien», Entente africaine (Abidjan), n° 10, juillet 1972, p. 52-57.
- Mustapha Saha, « Bernard Dadié, le décolonisateur de la langue française », Jeune Afrique, Mars 2019, https://www.jeuneafrique.com/750371/culture/tribune-bernard-dadie-le-decolonisateur-de-la-langue-francaise/